# Maréchal Foch
Maréchal foch – krzyżówka odmian winorośli: Goldresling x (Vitis rupestris x Vitis riparia). Odmiana została wyhodowana we Francji przez Eugène’a Kuhlmanna (1858-1932) i nazwana na cześć marszałka Ferdynanda Focha (1851-1929), dowódcy wojsk francuskich w I wojnie światowej.
Z tego samego krzyżowania powstały odmiany: léon millot i lucie kuhlmann, które różnią się między sobą.

## Morfologia
Wzrost krzewu bardzo silny. Jest wytrzymały na mróz i mało podatny na choroby. Dobrze plonuje w chłodnym klimacie. Liście średnie lub duże, 3-klapowe, z niewyraźnymi bocznymi zatokami, grubo ząbkowane.

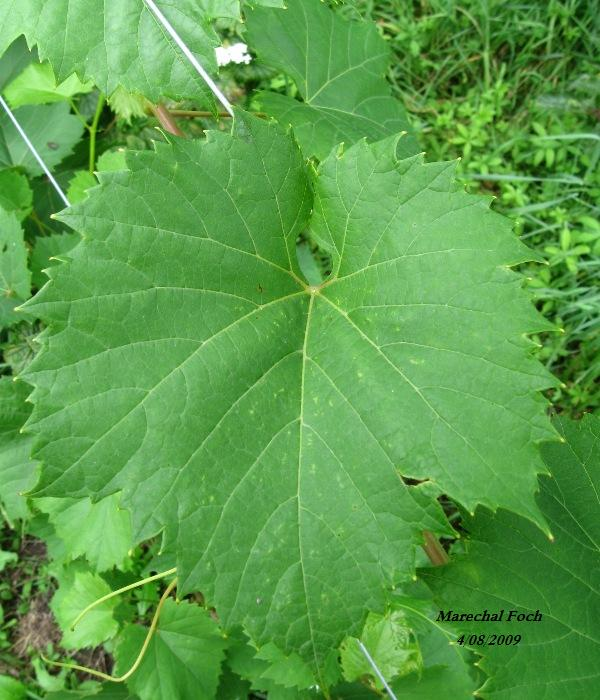
Maréchal Foch – liść

Grona małe lub średniej wielkości, jagody kuliste, małe, granatowoczarne. Sok i miąższ koloru czerwonego, bardziej intensywny przy późnym zbiorze.

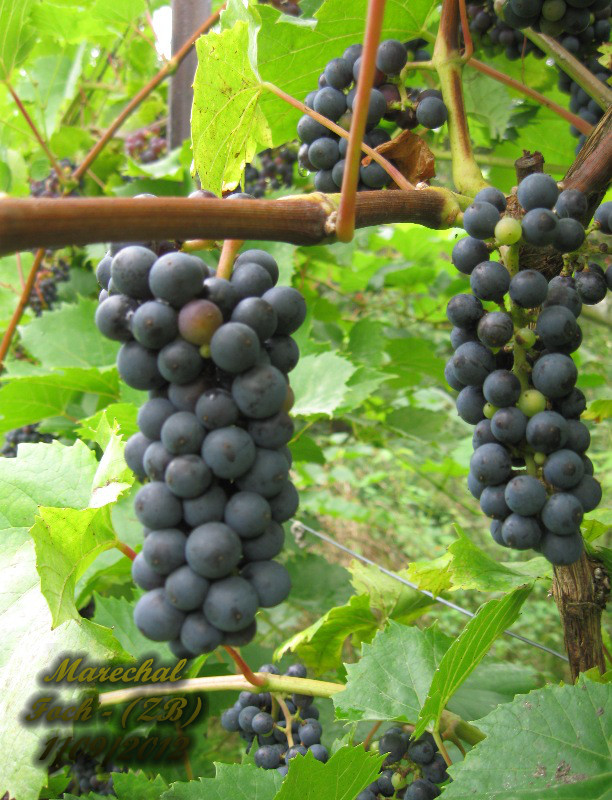
Grona Maréchal Foch

## Pochodzenie
Istnieją dwie wersje genealogii tej odmiany:
- Jako krzyżówka MGt101-14 x goldriesling. Według tej wersji marechal foch to statystycznie około 50% Vitis vinifera i 50% genów odmian winorośli amerykańskich Vitis rupestris i Vitis riparia.
- Jako krzyżówka oberlin 595 x gamay lub pinot noir. Według tej wersji marechal foch to statystycznie około 75% Vitis vinifera i 25% genów Vitis riparia.

Na 2012 roku dane DNA nie były wystarczające, by rozstrzygnąć, która z wersji odpowiada rzeczywistości.

## Synonimy
Kuhlmann 188-2, Foch, MF.

## Cięcie
Maréchal Foch nie ma specjalnych wymagań co do sposobu cięcia. Krzewy powinny być prowadzone w wysokich formach przestrzennych ze względu na bujny wzrost.

## Fenologia
Wiosenną wegetację rozpoczyna bardzo wcześnie. Jagody wybarwiają się wcześnie, ale dojrzewają kilka dni później od bliźniaczej odmiany léon millot. W polskich warunkach klimatycznych nie wymaga okrywania na zimę. Pąki wytrzymują spadki temperatur do -30 °C.

## Choroby
Odmiana wykazuje wysoką odporność na choroby i zazwyczaj nie wymaga ochrony chemicznej.
Według badań za okres 1991-93, prowadzonych przez Instytut Hodowli Winorośli Geilweilerhof w Niemczech owoce są tolerancyjne na mączniaka prawdziwego, a liście lekko podatne. W skali 1 do 9 – wynik 2/3 (B/L), gdzie B to jagody a L to liście]. Dla porównania: müller thurgau B/L=9/7; sylvaner B/L=9/9 (1 – brak oznak chorobowych; 9 – jagody porażone w ok. 70%, a liście prawie całkowicie). W czasie badań nie stosowano żadnej ochrony chemicznej.

## Parametry dojrzewania

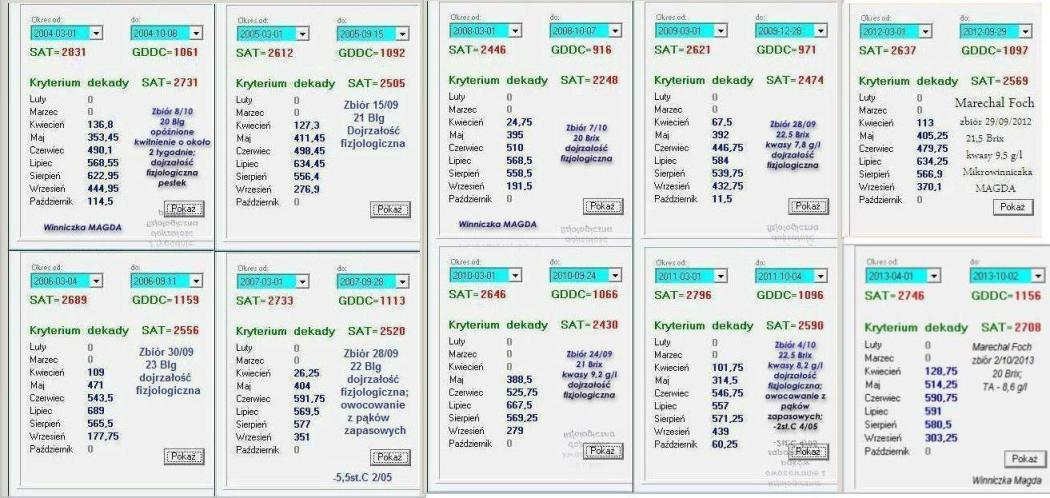
Maréchal Foch - dojrzewanie 2004–2013

Kolekcja polowa, Skierniewice 2009 : termin zbioru – 24/09; masa gron 85 g; masa jagody 1,12 g; zawartość ekstraktu w jagodach określana refraktometrem – 18,5%.
Kolekcja polowa, Skierniewice 2012 : termin zbioru – 17/09; masa gron 81 g; masa jagody 1,04 g; zawartość ekstraktu w jagodach 21,6%.
Według badań na Cornell University ekstraktywność wina z tej odmiany jest niższa o 2-4% niż z klasycznych czerwonych odmian winorośli właściwej. Parametry wina są korzystniejsze przy zbiorach owoców w późniejszym terminie, a wielkość plonu nie ma zasadniczego wpływu na parametry technologiczne. Późny zbiór zmniejsza także trawiaste zapachy wina.

## Wino
W pełni dojrzałe owoce dają wino charakteryzujące się zrównoważoną zawartością cukrów i kwasów, czerwoną barwą, pełnym owocowym aromatem i średnią zawartością tanin.
Najwięcej wina z tej odmiany wytwarzają USA (66%) i Kanada (33%). W niewielkich ilościach wytwarzane jest także w Polsce, najczęściej jako mieszanka kilku odmian lub jako cuvée dwóch odmian maréchal foch i léon millot.
Wina odmianowe z marechal foch zdobywają wysokie trofea (złote medale) na corocznych międzynarodowych konkursach win PIWI (fungus resistant grape varieties).